# Taklagsfest

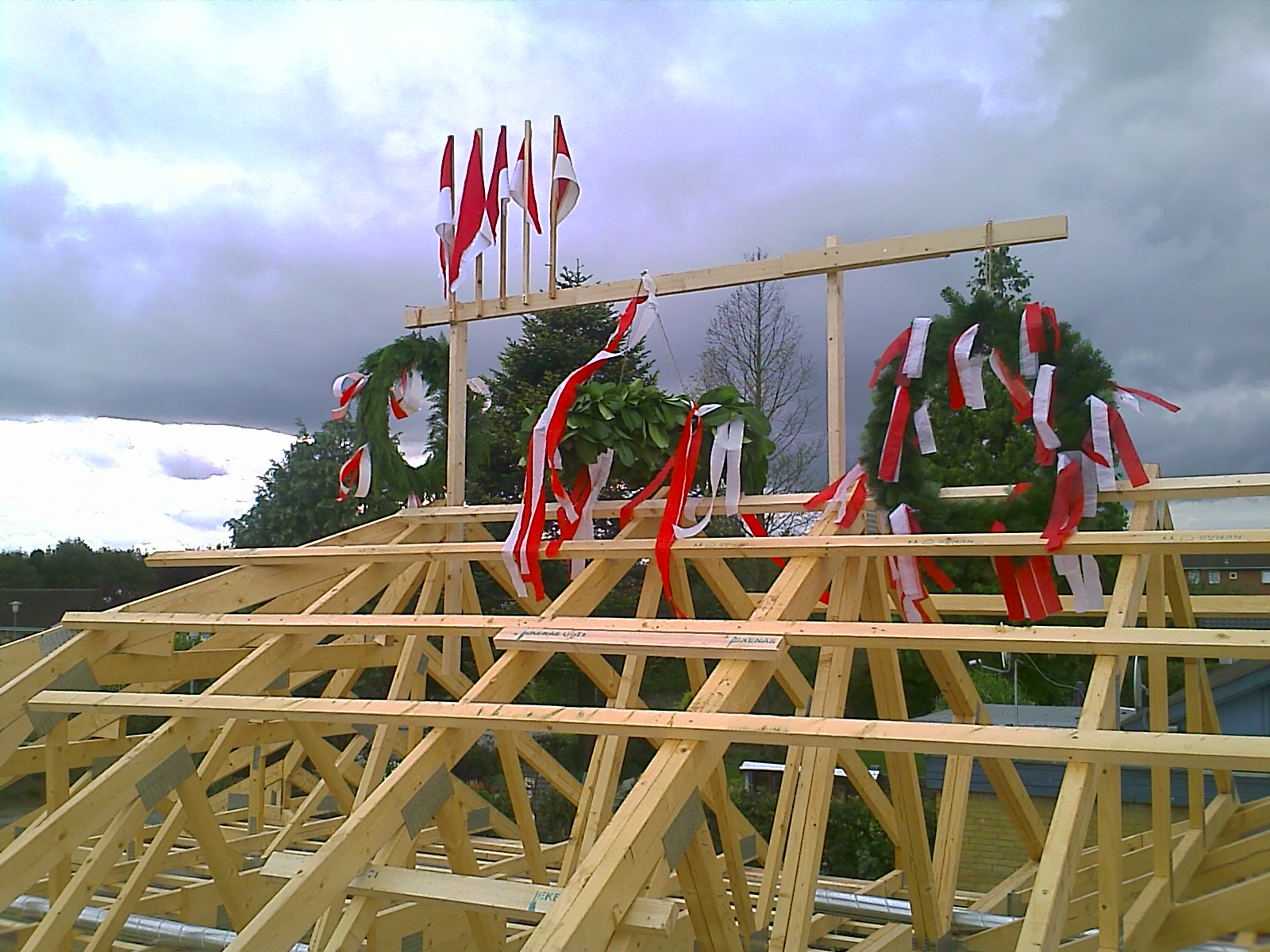
Hus i Danmark utsmyckat för taklagsfest

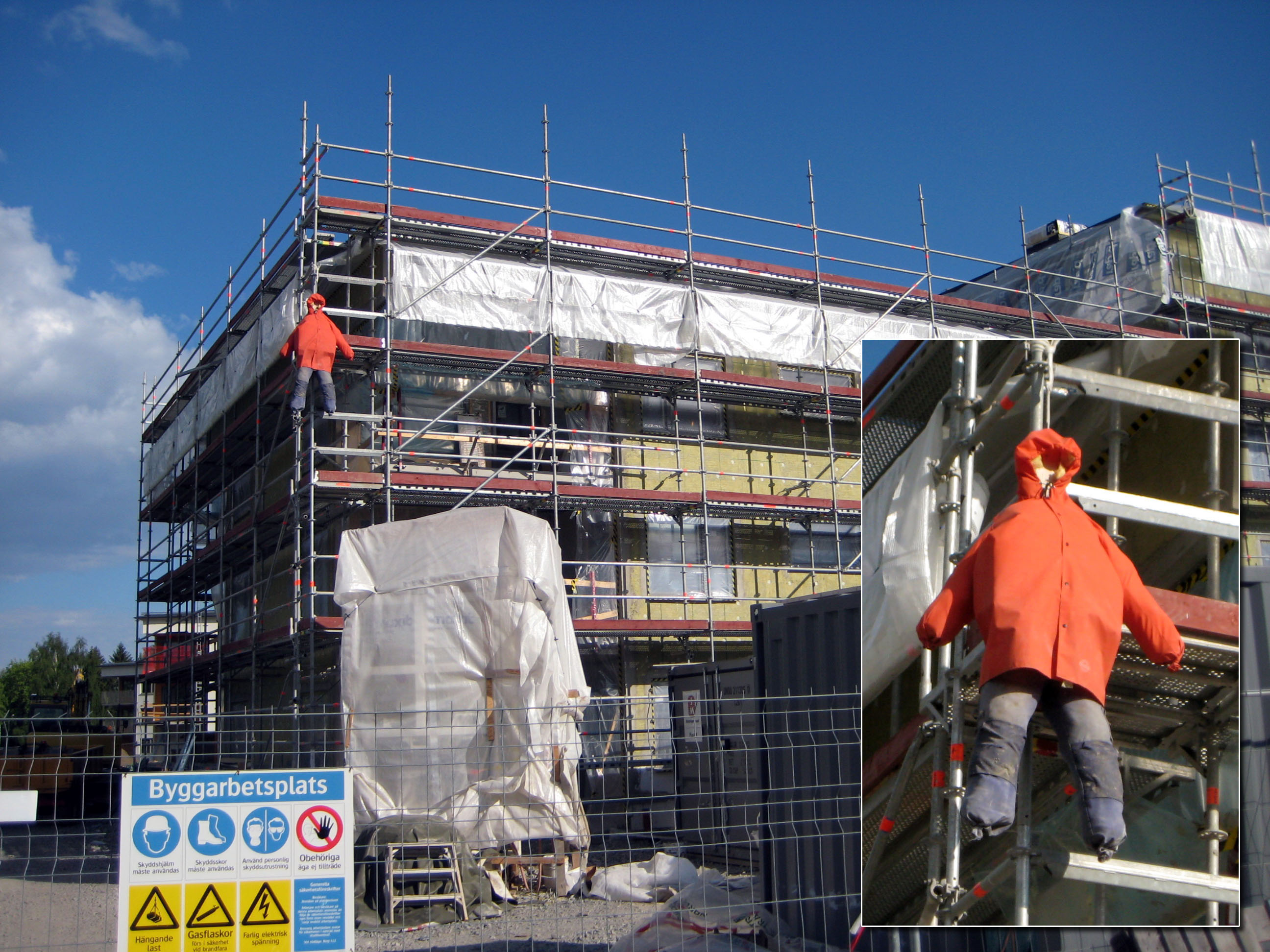
Utebliven taklagsfest symboliseras med en upphängd docka

En taklagsfest (synonym: taklagsöl, i Skåne resegille) är en traditionell fest med sitt ursprung från den tid då man tog hjälp av grannar för att bygga sitt hus. Man tackar dem som byggt genom att hålla en stor fest då taklaget är på plats, det vill säga när takstolarna rests och takåsen har lagts. Festen kallas också taklagsöl, till den gamla bemärkelsen av ”öl”, gille, kalas. 
En taklagsfest ska enligt traditionen markeras med att man pyntar det nybyggda taklaget, oftast med en krans eller flagga på en gavel. 
Festen kan hållas uppe vid takbygget, men kan lika gärna hållas på marken eller på någon helt annan plats.

## Varianter
Då nocken lagts, kan man fira även just detta moment med en så kallad ryggåskanna. Förr i tiden firade man detta med brännvin och annan mat och dryck.  
Vid utebliven taklagsfest förekommer att en docka (ställföreträdande för byggherren) hängs upp på byggnaden.